# Comiphyton
Comiphyton es un género de árboles tropicales monotípico perteneciente a la familia Rhizophoraceae.  Su única especie: Comiphyton gabonense Floret, es originaria de África.

## Descripción
Tiene un hábito desconocido, las ramas se encuentran comprimidas en  el ápice.  Sólo se conoce el tipo recogido en 1926, recogido a unos 80 metros de altitud.

## Taxonomía
Comiphyton gabonense fue descrita por Floret y publicado en Adansonia: recueil périodique d'observations botanique, n.s. 14: 501. 1974.